# Cármen Lúcia
Pour les articles homonymes, voir Lucia.
Cármen Lúcia Antunes Rocha, née le 19 avril 1954 à Montes Claros (Brésil), est une magistrate brésilienne. Depuis 2006, elle est membre du Tribunal suprême fédéral, qu'elle a présidé de 2016 à 2018.

## Biographie
Elle est la fille de Florival Rocha et Anésia Antunes, d'origine portugaise. Elle grandit à Espinosa. Elle est diplômée en droit en 1977 de la faculté de droit de l'université pontificale catholique du Minas Gerais, où elle deviendra professeure. Elle se spécialise en droit des affaires (1979) et obtient un master en droit constitutionnel de l'université fédérale du Minas Gerais (1982).
Elle est procureure de l'État du Minas Gerais de 1983 à 2006. Elle est procureure générale de l'État entre mars 2001 et décembre 2002.
En 2006, elle devient membre du Tribunal suprême fédéral. Après Ellen Gracie Northfleet, elle est la deuxième femme à être désignée pour occuper cette fonction. Elle est choisie par le président Luiz Inácio Lula da Silva. Elle s'investit particulièrement contre la corruption et pour les droits des femmes. Entre 2016 et 2018, elle préside cette institution.
Lors de la treizième édition du prix Faz Diferença du journal O Globo, elle est élue « Personnalité de l'année » pour 2015.
Elle est présidente de la République par intérim, du 13 au 14 avril 2018, alors que le président Michel Temer assiste au 8e sommet des Amériques et que le président de la Chambre des députés, Rodrigo Maia, et le président du Sénat, Eunício Oliveira (en), se trouvent à l'étranger.